# Molnár Lajos (újságíró)
Molnár Lajos (Csíkszereda, 1857. május 24. – Székelyudvarhely, 1905. június 9.) erdélyi jogász, előadó, újságíró, pénzügyi hivatalnok.

## Pályafutása
A korszerű hazai sportélet kialakítója hírlapi cikkekkel, előadásokkal és szakirodalmi munkáival. A régi Reform politikai napilap munkatársa, Gróf Esterházy Miksa (a magyar atlétika atyja) jobbkeze, bizalmasa, a Magyar Atlétikai Club (MAC) egyik alapítója, igazgató-választmányának bizottsági tagja. 1875. július 27-én Kolozsvárra utazott, hogy megkezdje az atlétika népszerűsítését. Első szakmai előadását július 28-án tartotta a Városháza tanácstermében, ahol bemutatta az atlétika céljait és eszközeit.  Sportírói szolgálata nagy hatással volt a kolozsvári sportéletre. Siklóssy Lászlóval együttes munkájának eredménye lett a magyarországi atlétika szervezeti és szakirodalmi megalapítása. Az atlétika elnevezés akkoriban még gyűjtőfogalomnak számított; ide tartozott úgyszólván az összes sporttevékenység (birkózás, ökölvívás, gyaloglás, a futások, ugrások, segédeszközökkel űzött atlétikai gyakorlatok, a gimnasztika, úszás, korcsolyázás, csónakázás és a labdajátékok).

## Írásai
- Athletika című tanulmány – 1875. november, Budapest,- a magyar szabadtéri sportolás megindulását támogatja.
  - Tartalmilag: az atlétikának bölcsészeti, történelmi és műszaki szempontból való elemzése. Ismerteti az atlétika fizikai és szellemi hatását, nemzet- és embernevelő jelentőségét. Foglalkozik a görög és római testneveléssel, a lovagi játékokkal, az angol atlétikai élettel, s az atlétika hazai vonatkozásaival.
- Athletikai gyakorlatok szakkönyv – 1879. Budapest,- társszerzői gróf Esterházy Miksa és Szokolay Kornél.
  - Tartalmilag: a sportágak történeti áttekintése mellett kötet gazdagon illusztrált. A lábbal játszható "modern" futballról - rugdalóról - hazánkban először tett említést.

## Külső hivatkozások
- Dr. Molnár Lajos. kodolanyi.hu. (Hozzáférés: 2011. szeptember 10.)
- Dr. Molnár Lajos. sportmuzeum.hu. [2007. november 7-i dátummal az eredetiből archiválva]. (Hozzáférés: 2011. szeptember 10.)